# Chiang Chung-hou
Chiang Chung-hou (chinesisch 江忠厚, Pinyin Jiāng Zhōng Hòu, Tongyong Pinyin Jhong Hou; * im 20. Jahrhundert) ist ein Badmintonspieler aus Chinesisch Taipeh, der im Parabadminton in der Startklasse SL4 an den Start geht und zweifacher Weltmeister im Herrendoppel ist.

## Karriere
Bei der Weltmeisterschaft 2003 in Cardiff im Vereinigten Königreich startete Chiang im Herreneinzel und hatte in der ersten Runde ein Freilos. Im Viertelfinale traf er auf seinen Landsmann Yu Cheng-wu, den er mit 15:9, 15:7 besiegte. Im Halbfinale besiegte er den Thailänder Adisak Saengarayakul mit 17:14, 15:10 und traf im Finale auf seinen Landsmann Chuang Liang-tu. Das Finale ging mit 5:15, 6:15 verloren und Chiang erreichte somit die Silbermedaille. Zusammen mit Chuang Liang-tu startete Chiang im Herrendoppel; sie hatten im Viertelfinale (der ersten Runde) ein Freilos. Im Halbfinale besiegten sie die Japaner Takahito Takeyama und Takayuki Taniguchi mit 15:7, 15:7 und spielten im Finale gegen die Thailänder Vatchera Kosintharobol und Adisak Saengarayakul. Chiang und Chuang konnten dieses Spiel mit 17:15, 15:4 gewinnen und waren somit Weltmeister. Bei der Asienmeisterschaft 2004 gewann Chuang zusammen mit Chuang Liang-tu die Goldmedaille im Herrendoppel.
Bei der Weltmeisterschaft 2005, die in Hsinchu auf der Insel Taiwan ausgetragen wurde, gewann Chiang in der ersten Runde gegen Ahmad Fuad Mohd Jafri aus Malaysia mit 2:0 und im Halbfinale gegen dessen Landsmann Suhaili Laiman mit 2:0. Im Finale stand er wie bei der vorherigen Weltmeisterschaft seinem Landsmann Chuang Liang-tu gegenüber und verlor dieses Spiel mit 0:2. Im Herrendoppel startete er wiederum mit seinem Landsmann Chuang Liang-tu, mit dem er im Halbfinale gegen die Malaysier Ahmad Fuad Mohd Jafri und Suhaili Laiman mit 2:0 gewinnen konnte. Im Finale trafen sie mit Bakri Omar und Hairol Fozi erneut auf Malaysier und konnten diese Begegnung mit 2:1 gewinnen und somit ihren Titel verteidigen.
Bei der Weltmeisterschaft 2009 in Seoul, der Hauptstadt der Republik Korea, startete Chuang im Herreneinzel in Gruppe D. Das erste Spiel gewann er gegen Eli Keradi aus Israel mit 21:6, 21:16. Die beiden anderen Spiele gingen verloren: mit 8:21, 12:21 Raúl Anguiano Araujo aus Guatemala und mit 14:21, 18:21 gegen Siu Keung Chu aus Hongkong. Chuang belegte damit den dritten Platz vor Keradi und hinter Chu. Im Herrendoppel startete er mit seinem Landsmann Hsu Jen-ho in Gruppe A. Beide Spiele gingen verloren: mit 10:21, 13:21 gegen Kwong Wah Yu und Siu Keung Chu aus Hongkong sowie mit 21:19, 15:21, 16:21 gegen Raúl Anguiano Araujo aus Guatemala und Adisak Saengarayakul aus Thailand. Chuang und Hsu belegten damit den letzten Gruppenrang hinter Araujo und Saengarayakul.
Bei den Para-Asienspielen 2010 in Guangzhou in der Volksrepublik China nahm Chiang im Badminton teil. Im Herreneinzel verlor er in der ersten Runde gegen Bakri Omar aus Malaysia mit 12:21, 11:21. Im Herrendoppel startete er mit seinem Landsmann Lin Cheng-che. Im Achtelfinale hatten sie ein Freilos und im Viertelfinale besiegten sie Nguyễn Văn Thương und Võ Minh Hải aus Vietnam mit 21:11, 21:17. Im Halbfinale gewannen sie gegen Hairulfozi Saaba und Mohd Zambri Yusof aus Malaysia mit 21:19, 21:9 und verloren im Finale gegen die Indonesier Hary Susanto und Trihono mit 17:21, 12:21. Chiang und Lin erreichten somit die Silbermedaille.